# Bactrocera aceraglans
Bactrocera aceraglans
 es una especie de díptero que White y Evenhuis describieron por primera vez en 1999. Bactrocera aceraglans pertenece al género Bactrocera de la familia Tephritidae.